# Az-Zajnabijja
Az-Zajnabijja (arab. الزينبية) – miejscowość w Syrii, w muhafazie Hims. W 2004 roku liczyła 1124 mieszkańców.